# ریتا داماسیو
ریتا داماسیو (متولد ۱۹۷۸) خواننده و مددکار اجتماعی پرتغالی است. موسیقی او ترکیبی از موسیقی سنتی پرتغالی، موسیقی فرانسوی، آلترناتیو راک، موسیقی جهانی و گاسپل است. او به دو زبان پرتغالی و فرانسوی آواز می‌خواند و به عنوان «صدای چندفرهنگی» توصیف شده است.
داماسیو در ۱۲ اوت ۱۹۷۸ در سنت آدرس در نرماندی فرانسه به دنیا آمد. او در روئن بزرگ شد.